# Jedyny hotel w mieście
Jedyny hotel w mieście – album Jacka Skubikowskiego wydany w 1984 roku nakładem wytwórni Wifon. Nagrania zrealizowano w studiu Polskiego Radio w okresie X.1982-XI.1983.

## Lista utworów

### Strona A
1. "Dobre miejsce dla naiwnych" (J.Skubikowski, J.Skubikowski) – 04:40
2. "Mucha i lep" (J.Skubikowski, J.Skubikowski) – 03:30
3. "Słodkie cudo z M-2" (J.Skubikowski, J.Skubikowski) – 03:40
4. "Jedyny hotel w mieście" (J.Skubikowski, J.Skubikowski) – 04:00
5. "Czujny jak muszka" (J.Skubikowski, J.Skubikowski) – 04:00

### Strona B
1. "Następnym razem pójdzie jak z nut" (J.Skubikowski, J.Skubikowski) – 04:35
2. "Zły pies" (J.Skubikowski, J.Skubikowski) – 05:20
3. "Wata w uszach" (J.Skubikowski, J.Skubikowski) – 05:30
4. "Niewierny Tomasz i ja" (J.Skubikowski, J.Skubikowski) – 04:20

### Muzycy biorący udział w nagraniach
- Jacek Skubikowski - śpiew, gitara elektryczna, gitara akustyczna, gitara "slide", drumla, Korg KPR-77, Roland TB-303
- Arkadiusz Żak - gitara basowa A2-5
- Wojciech Kowalewski - perkusja A1
- Adam Lewandowski - perkusja A2-5
- Józef Sikorski - gitara basowa A1

### Produkcja
- realizacja dźwięku: Jerzy Orlecki A2-5, B1-4, Waldemar Walczak A1
- projekt graficzny: Maciej Nowakowski
- foto: Maciej Nowakowski awers, Mirosław Makowski rewers
- kierownictwo produkcji: Elżbieta Pobiedzińska, Rafał Bień